# Aufzeichnungen aus Jerusalem
Aufzeichnungen aus Jerusalem (französisch Chroniques de Jérusalem) ist eine Graphic Novel des kanadischen Zeichners Guy Delisle, die von dessen Erlebnissen in Jerusalem berichtet.

## Inhalt
Der Comic berichtet davon, wie Guy Delisle von 2008 bis 2009 ein Jahr lang in Jerusalem lebte. Er begleitete seine Frau, die für Ärzte ohne Grenzen arbeitet. Zunächst beschreibt er vor allem den Alltag in Beit Hanina, dem Ost-Jerusalemer Stadtteil, in dem die Familie wohnt und der von Israel annektiert wurde. Bald versucht Guy Delisle, sich ein Bild vom Leben der Palästinenser und Israelis zu machen, er erkundet die Umgebung und macht häufig auch Zeichnungen. Zum Jahreswechsel erlebt er die Operation Gegossenes Blei aus Sicht der Hilfsorganisationen. Schließlich unternimmt er mehrere Fahrten in das Westjordanland und zu den Israelischen Siedlungen, mal geführt von Menschenrechtsorganisationen und mal von Organisationen der Siedler.

## Veröffentlichung
Der Comic wurde erstmals auf Französisch bei Delcourt in Frankreich veröffentlicht. Es folgte im März 2012 eine deutsche Ausgabe beim Verlag Reprodukt in einer Übersetzung von Martin Budde. Eine englische Fassung erschien im April des gleichen Jahres.

## Rezeption
Die Graphic Novel wurde für den Max-und-Moritz-Preis 2012 nominiert. Beim Festival International de la Bande Dessinée d’Angoulême wurde der Comic 2012 mit dem Preis für das beste Album ausgezeichnet.
Christopher Pramstaller schrieb in der Süddeutschen Zeitung, Guy Delisle unternehme in seinen kurzen Erzählungen „gar nicht erst den Versuch politisch zu sein“. Er zeige die Absurditäten, die sich durch den Konflikt im Alltag der Menschen ergeben. Christian Schlüter urteilte in der Berliner Zeitung: „Noch nie wurden im Comic die politischen Verhältnisse in Israel so genau beschrieben. Überraschend sind vielmehr die vielen einzelnen, in kleinen Episoden eingefangenen Beobachtungen.“ In der Frankfurter Rundschau hob Schlüter hervor, dass der Einsatz des Comic für journalistische Zwecke gelungen sei und unparteiisch ein Porträt der israelischen Gesellschaft gezeichnet werde. Das Medium habe erneut seine politische Belastbarkeit unter Beweis gestellt. „Schwere Kost in einem verblüffenden Kontext“ und „überraschende Perspektiven auf den Alltag zwischen Sabbat und Ramadan, Schalom und Salamaleikum“ sieht Carmen Eller von der Zeit in dem Werk. Guy Delisle schildere den widersprüchlichen Alltag und wage sich dabei auch an konfliktträchtige Orte. Katja Lüthge bezeichnet das Werk in der Tageszeitung als unaufgeregt, lakonisch und oft humorvoll, das ein präzises und facettenreiches Bild der Situation in Israel vermittle. Stefan v. Kempis von Radio Vatikan nannte den Comic ein „Meisterwerk“ und „Glücksfall“. Heike Byn schrieb in der Zeitschrift Eselsohr, Delisle werde zum „zeichnenden Reporter und Chronisten“, mit „skizzenhaften, sparsam kolorierten Striche“ führe er „mitten hinein in Szenen eines für uns absurd anmutenden alltäglichen Wahnsinns.“